# Dario Krešić
Dario Krešić (Vukovar, 11. siječnja 1984.), hrvatski je umirovljeni nogometaš, igrao je na položaju vratara.

## Klupska karijera
Dario Krešić rođen je u Vukovaru, 1984. godine, gdje je živio s roditeljima do 1991. godine a nakon pada grada s dijelom obitelji kao prognanik došao je u Zagreb a otac se pridružio obitelji nakon izlaska iz srpskog zatvora. Počeo je igrati nogomet u novozagrebačkoj Mladosti iz Buzina, zatim je igrao za mladu momčad Hrvatskog dragovoljca te drugu momčad VfB Stuttgarta. Profesionalnu nogometnu karijeru započinje u njemačkom nogometnom klubu SV Eintracht Trier 05 gdje je bio pod ugovorom od 2002. godine do 2006. godine. Nakon toga odlazi u grčki klub Panionios F.C. gdje ostaje od 2006. do 2009. godine kada potpisuje za PAOK F.C. u kojem ostaje do 27. srpnja 2012. godine. Nakon PAOK-a i tri godine provedene u Grčkoj, 31. srpnja 2012. godine, potpisuje dvogodišnji ugovor s moskovskim Lokomotivom. 6. siječnja 2014. Dario potpisuje ugovor s njemačkim nogometnim klubom Mainzom 05. Nakon isteka ugovora s Mainzom, Dario potpisuje ugovor s Bayer Leverkusenom.

## Reprezentativna karijera
U mlađim dobnim uzrastima nastupio je u reprezentacijama do 15, do 16, do 17, do 18 i do 19 godina te u reprezentaciji do 21 godine. Igrajući za reprezentaciju do 17 godina na do 17 EP u Engleskoj 2001. godine osvojio je brončanu medalju. Dne 27. rujna 2012. godine dobio je poziv izbornika Vatrenih Igora Štimca te se našao na širem popisu kandidata za susrete protiv Makedonije i Walesa u okviru kvalifikacija za Svjetsko prvenstvo u Brazilu 2014. godine. Za hrvatsku nogometnu A reprezentaciju prvi puta nastupio je 10. rujna 2013. godine na utakmici Južna Koreja - Hrvatska (1:2).

## Vanjske poveznice
- (njem.) (engl.) Službene stranice
- Dario Krešić na HNS-u
- (engl.) Dario Krešić na football-lineups.com
- (njem.) Dario Krešić na weltfussball.de
- (engl.) Dario Krešić na soccerway.com